# Cachitos picantes
Picking Up the Pieces o Cachitos picantes es una película del director Alfonso Aráu. El director incide en el realismo mágico pero con un grado de humor muy superior y un reparto bastante más comercial. Arau se reserva el papel de oculista.

## Argumento
Tex (Woody Allen), un carnicero judío de Nueva York, tiene un problema: acaba de matar a su mujer Candy (Sharon Stone), tras descubrir que le engañaba con un sheriff (Kiefer Sutherland). Camino de México, pierde un trozo del cadáver, una mano, con la que tropieza una anciana ciega de un pueblecito. Y se produce el primer milagro: la mujer recobra la vista. La locura se desata: miles de personas acuden a la parroquia del pueblo para que la mano milagrosa les ayude, con asombro del cura local (David Schwimmer), quien por cierto, está enamorado de la prostituta más popular (María Grazia Cucinotta).
y así termina una historia de amor.
- Datos: Q1653332